# Gustaf Nyblæus (justitieråd)
Gustaf Nyblæus, född 1783, död 1849, var ett svenskt justitieråd, tecknare och akvarellist.
Han var son till bruksinspektoren Eric Nyblæus och Helena Christina Henschen samt gift 1814–1827 med Hedvig Gustava Törneman och far till Gustaf Nyblæus samt vidare bror till Olof Nyblæus. Han var en skicklig akvarellist och var representerad i utställningen Svenska akvareller 1750–1925 som visades på Konstakademien i Stockholm 1925. Som konstnär är han representerad vid Norrköpings konstmuseum. och Nationalmuseum.